# Figueirense FC
Figueirense Futebol Clube este un club de fotbal din Florianópolis, Santa Catarina, Brazilia. 